# Lesiny Wielkie
Lesiny Wielkie (dawniej Groß Leschienen) – wieś w Polsce położona w województwie warmińsko-mazurskim, w powiecie szczycieńskim, w gminie Wielbark.
W latach 1954–1957 wieś należała i była siedzibą władz gromady Lesiny Wielkie, po jej zniesieniu w gromadzie Lipowiec. W latach 1975–1998 miejscowość administracyjnie należała do województwa olsztyńskiego.
Wieś mazurska o zwartej zabudowie (ulicówka), z zachowanymi domami drewnianymi (przykład budownictwa regionalnego).

## Historia
Istnieją dwa źródła etymologii powstania nazwy Lesiny Wielkie. Pierwsze źródło, to zapiski z kroniki parafialnej, które nazwę miejscowości wiążą z okolicznym zadrzewieniem, natomiast drugie, to niemieckojęzyczne opracowanie powiatu szczycieńskiego Max Meyhöfer "Die Landgemeinden des Kreises Ortelsburg", w której autor podaje, że nazwa Lesiny pochodzi od występującej tu wcześniej i dość licznie leszczyny. O miejscowości wspomina się po raz pierwszy w spisach domenalnych z I połowy XVI wieku. Wieś powiększona w 1680 roku i lokowana w ramach osadnictwa szkatułowego, na 30 włókach chełmińskich. Powiększona w 1780 roku o nowizny Lasów Korpelskich (15 włók chełmińskich), w ten czas osiedliło się tam sporo ludności z Polski. W połowie dziewiętnastego wieku było tam 58 domów. W roku 1852 zbudowano kościół (pierwszy po reformacji w regionie, do którego parafii należało ok. 70 wiosek m.in. Szczytno i Wielbark), w stylu neogotyku angielskiego. Inicjatorem był ks. Walenty Tolsdorf, zwany później Apostołem Mazur. W 1855 powstała szkoła katolicka (drewniana), niedaleko ewangelicka (murowana). W 1902 roku zbudowano nową szkołę katolicką, która później działała jako szkoła podstawowa. W czasie pierwszej wojny światowej budynek szkoły ewangelickiej spłonął, dlatego zbudowano drugi, w którym działała także poczta (wcześniej znajdowała się w przybudówce w budynku nr 12) W 1939 było 25 domów i 408 mieszkańców. 
Po drugiej wojnie światowej szkołę ewangelicką przekształcono w gminę a szkołę katolicką na podstawową(sześcioklasową). Prawdopodobnie wtedy powstała OSP naprzeciwko szkoły. Mieszkańców było ok. 300. W latach 50. XX wieku zelektryfikowano wieś, a w latach 70. XX wieku przeniesiono szkołę podstawową do budynku po gminie. W dawnej szkole wydzielono trzy mieszkania dla nauczycieli i zrobiono klub wiejski. W wiosce działało kółko rolnicze. W 1998 zlikwidowano szkołę podstawową. Obecnie wieś zamieszkuje ok. 250 osób.

## Zabytki
Lesiny Wielkie to ulicówka o zwartej zabudowie. Do zabytków zaliczamy kościół z 1852 roku z plebanią i trzema cmentarzami. Budynki po obu szkołach z czerwonej cegły oraz domy mieszkalne z drewna. Na terenie wsi znajduje się XIX-wieczny kościół rzymskokatolicki, kaplica oraz cmentarz wojskowy z 1914 roku.
- Budynek szkoły katolickiej – wzniesiony w 1906 w pobliżu kościoła, w dużym stopniu przebudowany, z podcieniowym gankiem. Obecnie budynek mieszkalny.
- Budynek dawnej szkoły ewangelickiej – później szkoła podstawowa.
- Kościół katolicki pw. Niepokalanego Poczęcia NPM, wybudowany w 1859 – budowla eklektyczna z elementami angielskiego neogotyku. Kościół założony na planie wydłużonego prostokąta, z wieżą od zachodniej strony oraz trójbocznym prezbiterium od wschodu. Wnętrze świątyni z wyposażeniem neogotyckim z końca XIX w., ołtarz główny i dwa ołtarze boczne, ambona (z intrawersowanymi symbolami czterech ewangelistów), chór, stacje drogi krzyżowej oraz ławki i konfesjonały.
- Plebania z końca XIX w., murowana i otynkowana, z wieżyczkami wieńczącymi narożniki.
- Grób ks. Józefa Temmsa – proboszcza parafii w Lesinach, zm. w 1882 r., z zabytkowym żeliwnym krzyżem, znajdujący się za prezbiterium.
- Stary cmentarz parafialny (katolicki)
- Cmentarz ewangelicki (za wsią) z kwatera z okresu pierwszej wojny światowej, z pochowanymi 5 żołnierzami armii niemieckiej i dwoma żołnierzami armii rosyjskiej.
- Budownictwo drewniane, domy nr: 7, 10, 22, 26, 30, 31, 41.